# Sašo Đukić
Sašo Đukić, * 25. april 1972, Novo mesto
Obiskoval je Osnovno šolo Katja Rupena (danes OŠ Center), Glasbeno šolo Marjana Kozine in Gimnazijo Novo mesto (pedagoško družboslovno jezikovna smer). Študiral je na Filozofski fakulteti v Ljubljani, smeri slovenistika in splošno jezikoslovje. Po dokončanju študija slovenistike leta 1997 je v okviru obveznega služenja vojaškega roka dokončal leta 1998 Šolo za častnike vojnih enot.
Že kot dijak je honorarno delal na takratnem radiu Studio D in na Vašem kanalu Televizije Novo mesto. V času študija je bil strokovni sodelavec v Razvojno izobraževalnem centru Novo mesto, kjer je poučeval tuje jezike in bil vodja Borze znanja. Nekaj časa je bil tudi strokovni sodelavec v Kulturnem centru Janeza Trdine v Novem mestu. V devetdesetih letih je bil aktiven na področju prostovoljstva, sodeloval je z Rdečim Križem, Unicefom in Društvom za razvijanje prostovoljnega dela Novo mesto, kjer je bil od leta 1998 do 2000 tudi zaposlen. Nato je bil do leta 2007 programski direktor v snemalnem studiu RSL production v Novem mestu. V tem času je ustvaril kar nekaj televizijskih oddaj, posnel precej glasbenih video spotov in sodeloval, kot spremljevalni vokalist, z različnimi domačimi in tujimi gasbeniki. Od leta 2006 sodeluje z Infonet media (Radio 1), kjer je od leta 2007 tudi uradno zaposlen. Vmes je sodelovaš še z različnimi televizijami, največ z Vašim kanalom in s televizijo Golica.
Med njegovimi bolj opaznimi deli je lik Mame Manke. Ob 25-letnici lika, leta 2013, je izdal tudi knjigo z naslovom Mama Manka: 25 let.

## Filmografija
1988 Mama Manka (scenarist, režiser, igralec)
1990 Mama Manka 2 (scenarist, režiser, igralec)
1992 Mama Manka 3 (scenarist, režiser, igralec)
1994 Klinika (scenarist, režiser, igralec)
1996 Spomini mame Manke (scenarist, režiser, igralec)
1997 Milice (scenarist, režiser, igralec)
2002 Na svoji Vesni (scenarist, igralec)
2006-2008 Dogodivščine Mame Manke (scenarist, režiser, igralec)
2007 Gola resnica (igralec)
2009 Kriza 4 Life (igralec)
2009 Črno na belem (igralec)
2010 Prigode kmeta Pajota (igralec)
2010 Razpotje (igralec)
2011 Pod židano marelo (scenarist, igralec)
2012 Gospodinje pojejo (scenarist, igralec)
2012 Prigode kmeta Pajota 2 (igralec)
2017 Milice 2 (scenarist, režiser, igralec)